# Jasmin Voutilainen
Jasmin Elisabet Voutilainen (* 5. August 1995 in Kuopio; † 17. März 2023 in Helsinki) war eine finnische Schauspielerin.

## Leben und Karriere
Voutilainen wurde am 5. August 1995 in Kuopio geboren. Ihre Schauspielkarriere startete sie 2012 mit der Rolle der Iines Rautio in der Fernsehserie Helsingin herra. Anschließend spielte sie 2014 im Film Nightmare 2 – Painajainen jatkuu mit. Außerdem trat sie 2015 in der Serie Satala auf. Von 2018 bis 2022 bekam sie eine Rolle in Salatut elämät.
Neben ihrer Arbeit in Film und Fernsehen wirkte sie in Musikvideos finnischer Künstler wie Mikael Gabriel und Cheek mit. 2015 nahm sie an der Reality-Show Martina ja hengenpelastajat teil.
Jasmin Voutilainen sprach offen über ihre psychischen Gesundheitsprobleme, darunter Depressionen und Angststörungen. Januar 2023 zog sie sich aus den sozialen Medien zurück, um sich auf ihre Genesung zu konzentrieren. Ihr Zustand verschlechtert sich im Laufe der Zeit und verstarb am 17. März 2023 im Alter von 27 Jahren durch Suizid.

## Filmografie (Auswahl)
Filme
- 2014: Nightmare 2 – Painajainen jatkuu

Serien
- 2012: Helsingin herra
- 2014: Kiiltokuvia
- 2015: Satula
- 2016: Ihon alla
- 2017: Aallonmurtaja
- 2018–2022: Salatut elämät
- 2020: Pihlajasatu